# Chlorophorus flavopubescens
Chlorophorus flavopubescens är en skalbaggsart som beskrevs av Hayashi 1968. Chlorophorus flavopubescens ingår i släktet Chlorophorus och familjen långhorningar. Inga underarter finns listade i Catalogue of Life.